# I. e. 2
Évszázadok: i. e. 2. század – i. e. 1. század – 1. század
Évtizedek: i. e. 50-es évek – i. e. 40-es évek – i. e. 30-as évek – i. e. 20-as évek – i. e. 10-es évek – i. e. 1-es évek – 1-es évek – 10-es évek – 20-as évek – 30-as évek – 40-es évek
Évek: i. e. 7 – i. e. 6 – i. e. 5 – i. e. 4 –  i. e. 3 – i. e. 2 – i. e. 1 – Nulladik év – 1 – 2 – 3

## Események

### Római Birodalom
- Augustus császárt (helyettese szeptember-októberben Caius Fufius Geminus, november-decemberben Quintus Fabricius) és Marcus Plautius Silvanust (helyettese júliustól Lucius Caninius Gallus) választják consulnak.
- A szenátus a "haza atyja" (pater patrieae) címet adományozza Augustusnak.
- Augustus lányát, Iuliát paráználkodás és összeesküvés vádjával Pandateria szigetére száműzik, csak az anyja, Scribonia kísérheti el. A császár elválasztja őt rodoszi önkéntes száműzetésben élő férjétől, Tiberiustól. Iulia egyik szeretőjét, Iullus Antoniust (Marcus Antonius fiát) halálra ítélik, de a végrehajtás előtt öngyilkos lesz.
- Felavatják Augustus fórumát.
- Augustus az actiumi csata emlékére megépítteti az első állandó naumachiát (tengeri csatát imitáló gladiátorjátékok helyszínéül szolgáló medence).
- Elkészül az Aqua Alsietina vízvezeték.

### Pártus Birodalom
- IV. Phraatész pártus királyt felesége, Musa megmérgezi és fiával, V. Phraatésszel, mint társuralkodóval elfoglalja a trónt.

## Halálozások
- Iullus Antonius, Marcus Antonius fia
- IV. Phraatész, pártus király

## Fordítás
- Ez a szócikk részben vagy egészben  a(z)   2 BC című angol Wikipédia-szócikk ezen változatának fordításán alapul.  Az eredeti cikk szerkesztőit annak laptörténete sorolja fel. Ez a jelzés csupán a megfogalmazás eredetét és a szerzői jogokat jelzi, nem szolgál a cikkben szereplő információk forrásmegjelöléseként.